# Potres u Nikaragvi u listopadu 2014.
Potres u Nikaragvi u listopadu 2014. naziv je za potres jačine 7,3 magnitude po momentnoj skali, koji je 13. listopada 2014. u 21:51 po lokalnom vremenu pogodio područje Nikaragve, Salvadora i Hondurasa. Wilfredo Salgado, gradonačelnik grada San Miguel u Salvadoru, potvrdio je smrt jednog muškarca na kojeg je pao elektronički stup.
Salvadorsko ministarstvo okoliša objavilo je da su deseci domova lakše oštećeni u okrugu Usulutan, a Reuters da u potresu nije oštećena međunarodna zračna luka.